# Kjell Lindskog
Kjell Lindskog, född 5 juli 1942, är en svensk entreprenör och uppfinnare. Han började som uppfinnare i ett garage i Burträsk på 1960-talet, där han tillverkade tävlingsbilar för Formel V, som bland annat vann Europacupen två gånger. År 1976 fick han sitt första patent för en metod att tillverka tenninsracketar i komposit, vilken såldes till Tretorn. Han uppfann även en vikbar slalomstav. På 1990-talet utvecklade han en lätt säkerhetsväska med ett elektroniskt skal och en inbyggd förstörelsemekanism. Fram till 2021 hade han 300 patent.

## Uppfinningar
- tillverkningsmetod för tennisracket av komposit[3]
- vikbara slalomkäppen[3]
- värdetransportväskor med skalteknologi med mjuka skal[3]
- arbetsplattform med väggar och tak som ska hissas upp i vindkraftverk[3]

## Företag
- Racing Plast Burträsk
- Lindskog Innovation AB
- SQS Security Cube System